# Georg Ebers
Georg Moritz Ebers (Berlino, 1º marzo 1837 – Tutzing, 7 agosto 1898) è stato un egittologo e romanziere tedesco.

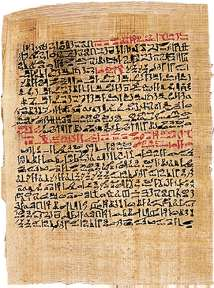
Papiro medico di Ebers, contenente la descrizione della cura del cancro

Nell'inverno del 1873-1874 scoprì a Luxor (Tebe) un papiro medico egizio risalente a circa il 1550 a.C., che da lui prende il nome. Il papiro, conservato nella biblioteca dell'università di Lipsia, è considerato uno tra i più importanti papiri medici egizi. È uno dei due più antichi documenti medici tuttora esistenti, assieme al papiro Edwin Smith (ca. 1600 a.C.).

## Biografia
Studiò giurisprudenza all'Università di Gottinga, e lingue orientali ed archeologia all'Università di Berlino. Dopo aver seguito un corso speciale di studi sull'egittologia, divenne nel 1865 dozent di lingue e antichità egizie a Jena, diventando poi professore nel 1868. Nel 1870 fu nominato professore nelle stesse materie a Lipsia. Effettuò due viaggi scientifici in Egitto, e la sua prima importante opera, Ägypten und die Bücher Moses, nacque nel 1867–1868. Nel 1874 pubblicò il famoso papiro medico (Papiro Ebers) che aveva scoperto a Tebe (traduzione di H. Joachim, 1890).
Ebers concepì presto l'idea di rendere popolari le tradizioni egizie tramite la scrittura di romanzi storici. Eine ägyptische Königstochter fu pubblicato nel 1864, ottenendo grande successo. Le sue successive opere, tutte sullo stesso tema, furono Uarda (1877), Homo sum (1878), Die Schwestern (1880), Der Kaiser (1881), ambientato in Egitto al tempo di Adriano, Serapis (1885), Die Nilbraut (1887), e Kleopatra (1894). Ottennero tutte lo stesso successo, e contribuirono a far conoscere alla popolazione le scoperte fatte dagli egittologi. Ebers si concentrò anche su altri campi della fiction storica, soprattutto sul XVI secolo (Die Frau Bürgermeisterin, 1882; Die Gred, 1887), senza però ottenere lo stesso successo di pubblico.
Tra le sue opere c'è una descrizione dell'Egitto (Aegypten in Wort und Bild, 2ª ed., 1880), una guida all'Egitto (1886) ed una biografia (1885) del suo vecchio insegnante, l'egittologo Karl Richard Lepsius. Il suo stato di salute lo costrinse a rinunciare nel 1889 alla cattedra a Lipsia, andando in pensione.
La sua opera Gesammelte Werke fu pubblicata in 25 volumi a Stoccarda (1893–1895). Molte sue opere sono state tradotte in inglese, e sono state scritte anche un paio di biografie dedicate a lui: Die Geschichte meines Lebens (Stoccarda, 1893) e G. Ebers, der Forscher und Dichter di R. Gosche (2ª ed., Lipsia, 1887).